# Денні (Фолкерк)
Де́нні (англ. Denny) — місто в центрі Шотландії, в області Фолкерк.
Населення міста становить 10 100 осіб (2006).